# Oreobates crepitans
Espèce
Synonymes
- Eleutherodactylus crepitans Bokermann, 1965
- Pristimantis crepitans (Bokermann, 1965)

Statut de conservation UICN

 DD  : Données insuffisantes
Oreobates crepitans est une espèce d'amphibiens de la famille des Craugastoridae.

## Répartition
Cette espèce est endémique de l'État du Mato Grosso au Brésil. Elle se rencontre à environ 200 m d'altitude dans les municipalités de Cuiabá et de Chapada dos Guimarães.

## Publication originale
- Bokermann, 1965 : Tres novos batraquios da regiao central de Mato Grosso, Brasil (Amphibia, Salientia). Revista Brasileira de Biologia, vol. 25, p. 257-264.